# V Cos d'Exèrcit (bàndol republicà)
El V Cos d'Exèrcit va ser una formació militar pertanyent a l'Exèrcit Popular de la República que va lluitar durant la Guerra Civil Espanyola en defensa de la Segona República. Manat per prestigiosos oficials de l'Exèrcit com eren Modesto o Líster, es va convertir en un dels Cossos d'Exèrcit republicans amb més prestigi i valor militar i va participar en gairebé totes les ofensives republicanes més importants de la guerra.

## Historial d'operacions

### Orígens
El Cos d'Exèrcit va ser creat el 22 de març en el Front de Madrid, com una nova formació on integrar a les nombroses unitats republicanes que s'estaven creant per aquelles dates. El recentment ascendit Tinent Coronel Juan Modesto va ser nomenat Comandant d'aquest, acompanyat de Luis Delage García (pertanyent al PCE, com a Modesto) en el càrrec de Comissari i del Tinent Coronel Manuel Estrada Manchón, com a cap d'Estat Major. En aquell moment va quedar compost per les divisions 34a, 35a i 11a, i va ser enviat a participar en un fallit atac sobre el Cerro Garabitas. La seva Caserna General va quedar establert a Madrid, com d'altres unitats republicanes.

### Batalla de Brunete
L'Estat Major Central republicà va planejar una ofensiva al Front de Madrid amb l'objectiu tant d'alleujar la pressió franquista sobre la zona republicana al Nord com el d'envoltar a les divisions revoltades que envoltaven la capital. El flamant V Cos d'Exèrcit, al costat de les divisions 11a, 35a i 46a era una de les peces claus per a l'èxit de l'ofensiva republicana.
La foguejada 11a Divisió de Líster va començar l'avanç a l'alba del 6 de juliol amb un fort bombardeig d'artilleria. Després d'un profund avanç en la rereguarda franquista, els homes de Líster havien envoltat Brunete. El Campesino i els homes de la 46a Divisió també s'havien fet amb el control de Quijorna, protegint els flancs del V Cos. Però després d'uns dies, i davant la impossibilitat de prosseguir cap a altres objectius, les unitats republicanes es van atrinxerar al voltant de Brunete.Franco va enviar forts reforços per a recuperar el terreny perdut: Els homes de Líster van ser els que van rebutjar tots els assalts de Barrón i la seva 13a Divisió. Cap al 25 de juliol la batalla havia finalitzat. Les pèrdues del V Cos van ser molt elevades encara que va aconseguir conservar algunes localitats reconquerides. Malgrat el fracàs de l'operació, l'actuació de Modest durant la batalla va rebre elogis de part d'alguns comandaments republicans com els del Coronel Menéndez López en el seu informe:
| « | "...Respecte als caps de Milícies, l'únic que sap llegir un plànol és l'anomenat "Modesto". Els altres (Líster, Mera o el Campesino) a més de no saber, creuen no necessitar-ho..." | » |

### En el Front d'Aragó
En el mes de agost el V Cos va ser enviat a Aragó sota l'argument d'anar de maniobres militars, però en realitat la seva missió era procedir a la dissolució del Consell Regional de Defensa d'Aragó, organisme anarquista que governava Aragó des del principi de la guerra gairebé com un estat independent. Unes setmanes després va intervenir en l'intent republicà per conquistar Saragossa (26 d'agost) que, encara que va conquistar alguns territoris, acabaria fracassant perquè no es va aconseguir la conquesta de la capital aragonesa. El que va començar com la batalla per Saragossa va acabar en la batalla de Belchite, una petita localitat que havia quedat voltada el primer dia de l'ofensiva republicana i que va estar resistint durant més d'una setmana, fins a la seva rendició final el 6 de setembre.
La formació romandria en la reserva durant la resta de 1937 i només va tornar a intervenir al febrer de 1938, per a fer front a la pressió franquista sobre Terol, ciutat que havia estat conquistada pels republicans el mes anterior. La presència del V Cos, no obstant això, va ser massa tardana com per a poder influir en el desenvolupament de la batalla i Terol va tornar a mans franquistes el 22 de febrer.
A l'abril de 1938 va quedar tancat a Catalunya i aïllat de la resta de l'Espanya republicana quan les tropes d'Aranda van arribar al Mediterrani, tallant el territori republicà en dos. Amb el tall de la zona republicana en dues, l'Estat Major Central republicà va plantejar una operació per a creuar el riu Ebre i intentar aconseguir la unió de les dues zones de nou. Per a això, es va crear l'Exèrcit de l'Ebre amb l'objectiu de ser l'encarregat de portar el pes de les operacions. En crear-se aquest Exèrcit, el Tinent coronel Modesto va rebre el comandament d'aquest, per la qual cosa el comandament del V Cos d'Exèrcit va passar al Tinent Coronel Líster. En aquell moment sota el comandament directe de Líster es trobaven les divisions republicanes 11a, 45a i 46a guarnint la línia defensiva del riu Ebre.

### Batalla de l'Ebre

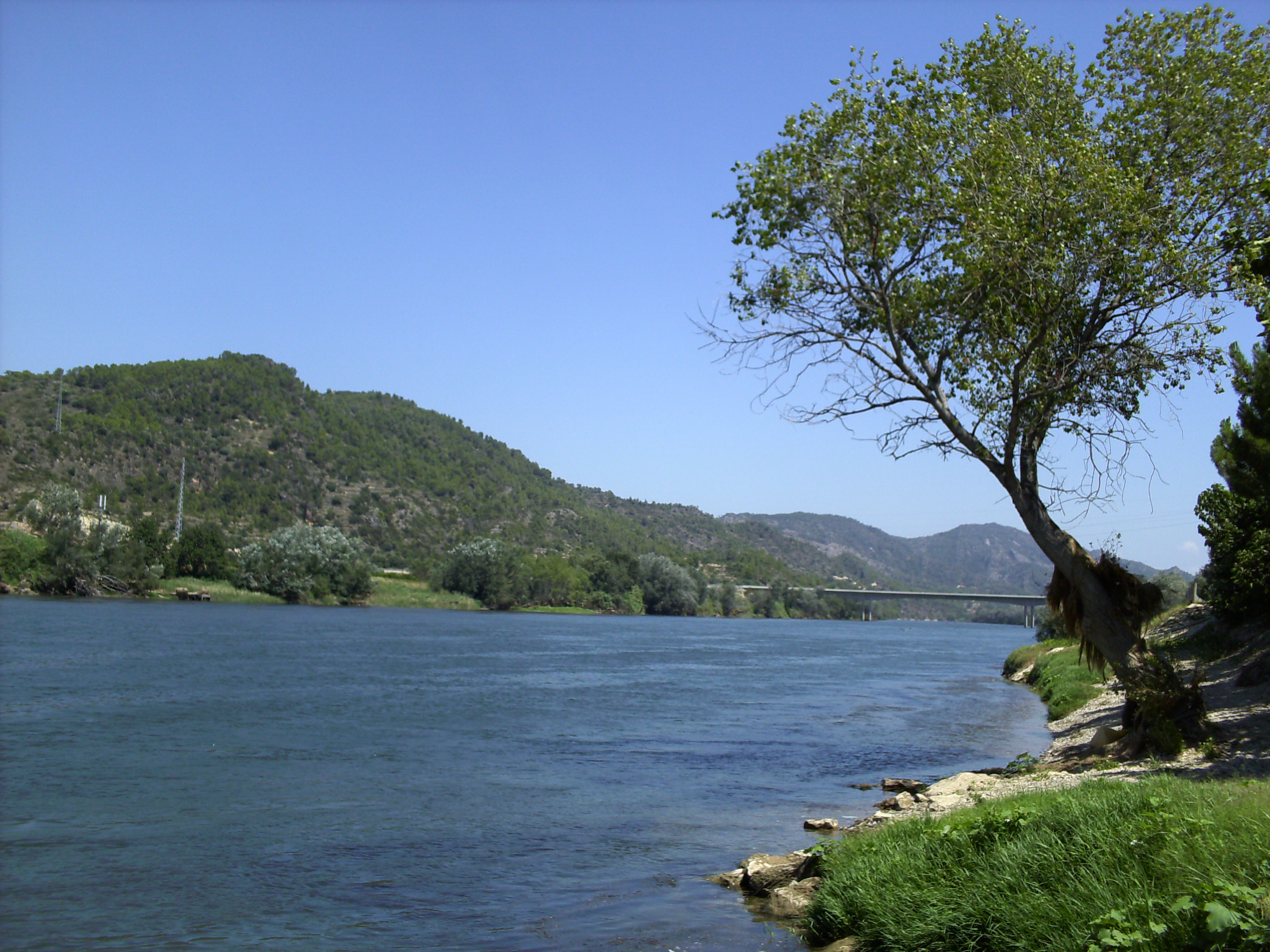
El riu Ebre al seu pas per Benifallet, una de les zones que van haver de creuar els homes del V Cos d'Exèrcit.

Les unitats de la formació van creuar l'Ebre entre Mora d'Ebre i Xerta la matinada del 25 de juliol de 1938. Malgrat les dificultats, les divisions republicanes compleixen els seus objectius primaris (establir un cap de pont) i es llancen cap a Gandesa, centre de comunicacions de la zona i últim punt on organitzar una resistència organitzada abans d'entrar a terres de Castelló de la Plana. Les seves unitat van continuar l'avanç fins a prendre el control de les serres de Pàndols i Cavalls, posicions que dominaven les altures de Gandesa i excel·lents punts d'observació i defensa. Fins al 2 d'agost van continuar els intents per conquistar Gandesa, quan, frenat l'avanç republicà, aquests van passar a la defensiva.
Durant els següents mesos el V Cos, amb la seva Caserna general a Tivissa, va fortificar la zona i va resistir els nombrosos contraatacs de l'enemic, que ja van començar el 6 d'agost. En l'espai de gairebé 4 mesos, van tenir lloc una sèrie d'acarnissats combats en les diferents posicions que havien fortificat els republicans a la Terra Alta, havent de cedir lentament el terreny conquistat en aquells dos dies de juliol. Cap a finals d'octubre les seves unitats continuaven resistint en les seves posicions, encara que la formació republicana en general es trobava molt desgastada i se sabia que no podria fer front a nous assalts franquistes. Efectivament, el 30 d'octubre va començar la contraofensiva franquista final en la batalla de l'Ebre. El 3 de novembre, avançant a través de Pinell, les forces del general Yagüe van arribar al riu Ebre: Tot el flanc sud republicà es va ensorrar i les forces de Líster van haver de travessar el riu, al mateix temps que el dia 7 queia Mora La Nova. Per als homes del V Cos d'Exèrcit la batalla de l'Ebre havia acabat.

### Campanya de Catalunya
El 23 de desembre de 1938 les tropes franquistes van llançar un atac sobre les posicions republicanes del Segre, trencant el front republicà aquest mateix dia i començant l'ofensiva nacional sobre Catalunya. Per a evitar una penetració massiva d'atacants, es va enviar al V Cos d'Exèrcit sota el comandament d'Enrique Líster, militar de provada confiança. Amb la caserna general a Castelldans, va contenir l'ofensiva durant 12 dies, evitant que les tropes franquistes penetressin massivament en el territori republicà. La lluita va ser particularment intensa en aquests dies crucials. Però el 4 de gener les unitats franquistes del Segre van atacar la població de les Borges Blanques, trencant de nou el front i causant una retirada transformada que va acabar convertint-se en una nova fugida, com ja va passar amb el primer assalt en desembre; Va ser gràcies a la destresa de Líster que es va poder contenir momentàniament l'atac, encara que no va poder evitar la caiguda de les Borges Blanques. Un últim i massiu assalt de tancs per part dels italians del CTV va obligar a retirar-se de tot el front a Líster i les seves tropes. Després de la dura resistència al front del Segre, quedava oberta la retirada, que ja no es detindria, fins a la frontera francesa.
Des del Segre el Cos d'Exèrcit va cobrir la retirada per la zona costanera fins a arribar a Barcelona, on es pretenia organitzar una resistència evocant Madrid en 1936, encara que el V Cos va haver de prosseguir la seva retirada. Al començament de febrer les seves restes van arribar al nord de Catalunya, on van intentar organitzar una línia de defensa al costat d'altres unitats republicanes, sense poder aconseguir-ho. La nit del 9 al 10 de febrer les últimes unitats del Cos d'Exèrcit van travessar la frontera francesa. Allí les seves unitats van ser desarmades i tancades en camps de concentració, quedant dissolt com la resta d'unitats republicanes

## Comandaments

### Comandants en Cap
- Tinent coronel Juan Guilloto León, Modesto, des del 22 de març de 1937 al 30 d'abril de 1938.
- Tinent coronel Enrique Líster, des del 30 d'abril de 1938 a Febrer de 1939.

### Comissaris
- Luis Delage García, del PCE, de Març a desembre de 1937.[21]
- Santiago Álvarez Gómez, del PCE, substitut de l'anterior i procedent de la 11a Divisió, des de desembre de 1937 a febrer de 1939.

### Caps d'Estat Major
- Tinent Coronel d'Estat Major Manuel Estrada Manchón (març-desembre de 1937)[21][n. 1]
- Tinent Coronel d'Enginyers José Sánchez Rodríguez, des de desembre de 1937 al 30 d'abril de 1938.
- Comandant d'Infanteria Manuel López Iglesias, des del 30 d'abril de 1938 fins a febrer de 1939.

## Ordre de Batalla
| Data                 | Exèrcit adscrit     | Divisions integrades | Front de batalla |
| Abril de 1937        | Exèrcit del Centre  | 34a, 35a i 11a       | Madrid           |
| Juliol de 1937       | Exèrcit del Centre  | 11a, 35a, 46a        | Brunete          |
| 10 d'agost de 1937   | Exèrcit de Maniobra | 11a, 35a, 45a, 24a   | Aragó            |
| Desembre de 1937     | Exèrcit de Maniobra | 46a, 47a, 35a        | Teruel           |
| Febrer-Març de 1938  | Exèrcit de Maniobra | 11a, 47a, 35a        | Reserva          |
| 3 d'abril de 1938    | Exèrcit de Maniobra | 3a, 11a, 41a         | Gandesa          |
| 25 de juliol de 1938 | Exèrcit de l'Ebre   | 11a, 45a, 46a        | Ebre             |
| Desembre de 1938     | Exèrcit de l'Ebre   | 11a, 45a, 46a        | Segre            |